# Trentepohlia sororcula
Trentepohlia sororcula är en tvåvingeart som beskrevs av Alexander 1919. Trentepohlia sororcula ingår i släktet Trentepohlia och familjen småharkrankar.
Artens utbredningsområde är Panama. Inga underarter finns listade i Catalogue of Life.